# Djuptjärnen (Orsa socken, Dalarna, 679937-142865)
Djuptjärnen är en sjö i Orsa kommun i Dalarna och ingår i Dalälvens huvudavrinningsområde.